# Кубок Сан-Марино з футболу 2020—2021
Кубок Сан-Марино з футболу 2020–2021 — 61-й розіграш кубкового футбольного турніру в Сан-Марино. Титул вшосте здобув клуб Ла Фіоріта.

## Календар
| Раунд        | Дата                        | Матчі | Клуби  |
| ------------ | --------------------------- | ----- | ------ |
| Перший раунд | 29 вересня - 21 жовтня 2020 | 14    | 15 → 8 |
| 1/4 фіналу   | 10 березня 2021             | 4     | 8 → 4  |
| 1/2 фіналу   | 28-29 квітня 2021           | 2     | 4 → 2  |
| Фінал        | 15 травня 2021              | 1     | 2 → 1  |

## Перший раунд
Після жеребкування раунд пропускає Тре Пенне.
| Команда 1                 | Заг.         | Команда 2    | 1-й матч | 2-й матч |
| ------------------------- | ------------ | ------------ | -------- | -------- |
| 29 вересня/21 жовтня 2020 |              |              |          |          |
| Фаетано                   | 2:4          | Фйорентіно   | 1:1      | 1:3      |
| Космос                    | 4:2          | Кайлунго     | 3:0      | 1:2      |
| 30 вересня/20 жовтня 2020 |              |              |          |          |
| Фольгоре Фальчано         | 4:0          | Віртус       | 2:0      | 2:0      |
| 30 вересня/21 жовтня 2020 |              |              |          |          |
| Ювенес-Догана             | 3:3 пен. 4:5 | Доманьяно    | 1:3      | 2:0      |
| Пеннаросса                | 2:3          | Тре Фйорі    | 2:1      | 0:2      |
| Лібертас                  | 1:5          | Ла Фіоріта   | 0:4      | 1:1      |
| 1/20 жовтня 2020          |              |              |          |          |
| Мурата                    | 2:1          | Сан-Джованні | 1:1      | 1:0      |

## 1/4 фіналу
| Команда 1         | Рахунок | Команда 2  |
| ----------------- | ------- | ---------- |
| 10 березня 2021   |         |            |
| Космос            | 0:1     | Тре Фйорі  |
| Фольгоре Фальчано | 4:1     | Фйорентіно |
| Тре Пенне         | 2:0     | Доманьяно  |
| Мурата            | 3:4     | Ла Фіоріта |

## 1/2 фіналу
| Команда 1         | Рахунок | Команда 2  |
| ----------------- | ------- | ---------- |
| 28 квітня 2021    |         |            |
| Тре Пенне         | 0:2     | Тре Фйорі  |
| 29 квітня 2021    |         |            |
| Фольгоре Фальчано | 1:2     | Ла Фіоріта |

## Фінал
| 15 травня 2021 21:45 (EEST) |

| Тре Фйорі | 0:0      | Ла Фіоріта |
| --------- | -------- | ---------- |
|           | Протокол |            |

| Олімпійський стадіон, Серравалле Глядачів: 300 Арбітр: Лука Барбено |

| |      | Пенальті |  |
| Лунардіні · Бордон · Гаші · Сантоні · Доміні · Калісса · Ванді · Д'Аддаріо · Делла Валле · Реа · Сімончіні · Лунардіні | 9:10 | Ерріко · Гвіді · П'єрі · Лойодіце · Рінальді · Гаспероні · Міорі · Ді Майо · Брігі · Дзафферані · Віван · Ерріко |  |